# Itzhak de Laat
Itzhak de Laat (ur. 13 czerwca 1994 w Leeuwarden) – holenderski łyżwiarz szybki, specjalizujący się w short tracku, medalista mistrzostw świata i Europy, reprezentant Holandii na zimowych igrzyskach olimpijskich w Pjongczangu.